# جوی دیویژن
جوی دیویژن (به انگلیسی: Joy Division) یک گروه راک انگلیسی بود با نام پیشین ورشو بود که در سال ۱۹۷۶ در انگلستان توسط ایان کرتیس (گیتاریست)، برنارد سامنر (کیبوردیست)، پیتر هوک (بیسیست) و استفان موریسر (درامر) شکل گرفت.
ریشه‌های گروه به زمانی برمی‌گردد که سامنر و هوک در یکی از اجراهای سکس پیستولز شرکت کرده بودند؛ در همین اجرا بود که ایده اولیه برای تشکیل جوی دیویژن به ذهنشان خطور کرد. جوی دیویژن موسیقی پانک را گرفته و فراتر از کلیشه‌هایش، صدا و سبکی خاص به آن داد و بدینگونه بود که به یکی از پیشگامان سبک پست پانک تبدیل شد. اولین ئی‌پیشان (EP) در سال ۱۹۷۸ با نام ایده‌آلی برای زندگی، توجه تونی ویلسون، شخصیت تلویزیونی اهل منچستر، را به سمت جوی دیویژن جلب کرد و باعث شد تا او تصمیم گیرد تا با گروه، قراردادی در پوشش لیبل مستقل شخصی‌اش، فکتوری٬ امضا کند. اولین آلبوم جوی دیویژن به نام لذتهای ناشناخته توسط مارتین هنت تهیه شد و پس از عرضه در سال ۱۹۷۹، با تحسین منتقدان روبرو شد. در این بازهٔ زمانی مواجهه با موفقیت و شهرت، کرتیس که از افسردگی، صرع و مشکلات شخصی از قبیل ازدواج ناموفق رنج می‌برد اجرای زنده را امری دشوار می‌یافت و حتی در برخی موارد نادر بر روی صحنه به تشنج دچار می‌شد.
در مه ۱۹۸۰، حین برگزاری تور آمریکای این گروه، کرتیس در سن ۲۳ سالگی دست به خودکشی زد. دو ماه بعد از آن دومین و آخرین آلبوم گروه با نام نزدیکتر منتشر شد. کمی پیش از آن تک‌آهنگ مشهور جوی دیویژن عشق ما را از هم جدا خواهد کرد منتشر شده بود که به موفق‌ترین ترانهٔ گروه در بسیاری از جداول فروش مبدل گشت. پس از درگذشت کرتیس، اعضای باقیماندهٔ، گروه نیو اردر را تأسیس کردند و توانستند در میان منتقدان به محبوبیت دست پیدا کنند. حتی با این وجود که دورهٔ زمانی فعالیت جوی دیویژن کمتر از چهار سال به درازا کشید، این گروه توانست به عنوان یکی از موفق‌ترین و تاثیرگذارترین گروه‌های راک در دههٔ ۷۰، یکی از بنیان‌گذاران اصلی سبک پست-پانک و منبع الهامی برای بسیاری از هنرمندان دیگر تبدیل شود.

## تاریخچه

### تشکیل

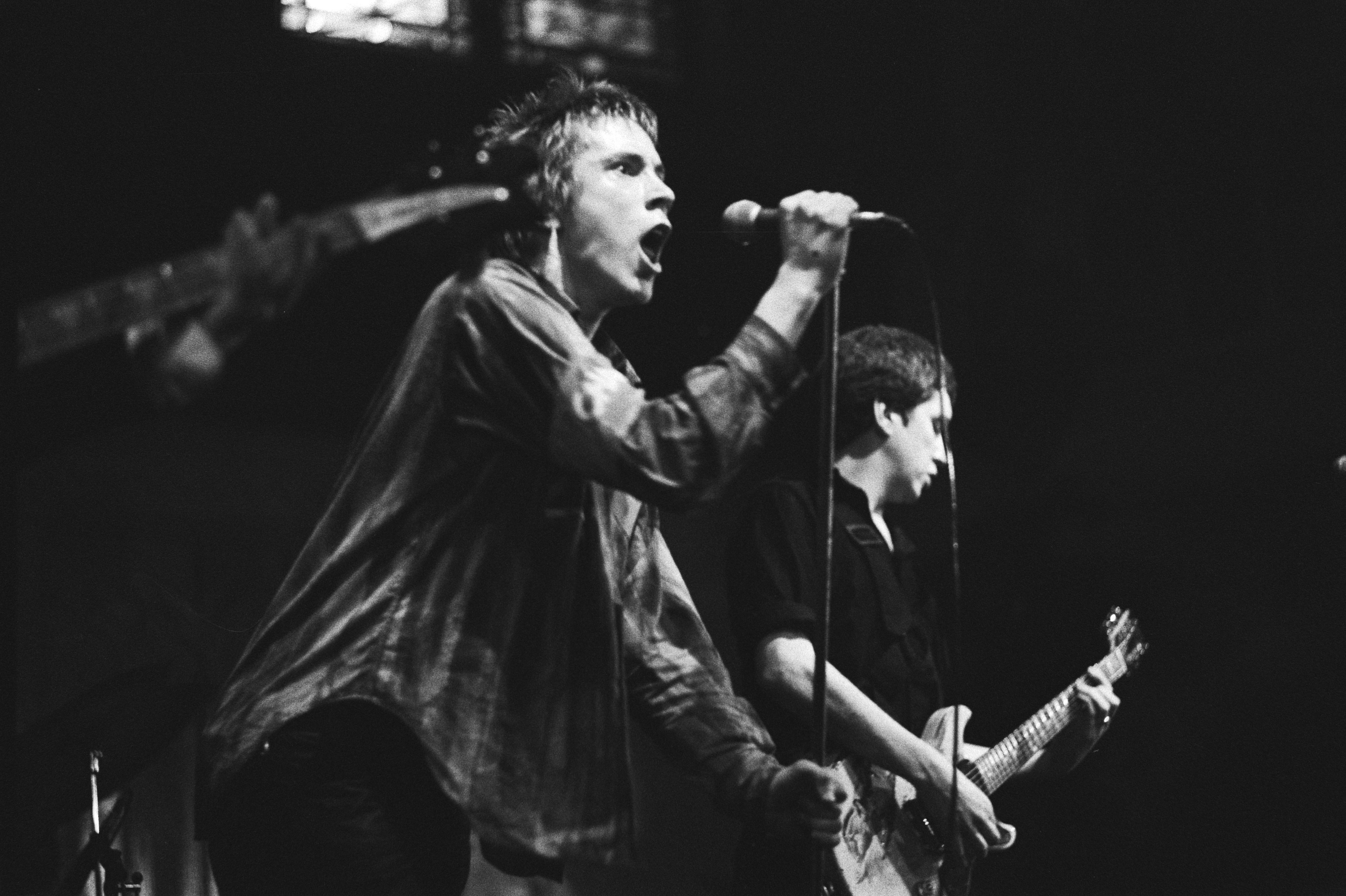
سامنر و هوک برای اولین بار پس از حضور در کنسرتی از گروه سکس پیستولز تصمیم به تشکیل یک گروه موسیقی در سال ۱۹۷۶ گرفتند.

در ۲۹ ژوئیه ۱۹۷۶ سامنر و هوک که دوستان قدیمی بودند هر یک جداگانه در اجراهایی زندهٔ از سکس پیستولز در منچستر شرکت کردند. روز بعد هوک ۳۵ پوند از مادرش گرفت و اولین گیتار باس خود را خرید. آن دو که بسیار تحت تاثیر این گروه قرار گرفته بودند٬ گروه خود را همراه با تری میسون، یکی دیگر از دوستانشان که همچنین در آن اجرا حضور داشت، شکل دادند. سامنر و میسون یک گیتار و یک ست درام خریدند و مارتین گرستی را برای خوانندگی در باند دعوت کردند اما او این دعوت را نپذیرفت زیرا در یک کمپانی کار پیدا کرده‌بود. به همین دلیل آن‌ها تبلیغی به مضمون این‌که خواستار یک خواننده هستند را در یکی از مغازه‌های ویرجین رکوردز نصب کردند. ایان کرتیس که قبلاً آنها را در یکی از اجراهای قبلی دیده بود به این تبلیغ پاسخ داده و سریعاً استخدام شد.

### «نزدیکتر» و خودکشی کرتیس
در ژانویه ۱۹۸۰، جوی دیویژن تور اروپایی خود را برنامه‌ریزی کرد. برنامه‌ریزی این تور کار دشواری بود و در همین حال وضعیت سلامتی کرتیس نیز خوب نبود. آلبوم «نزدیک‌تر‌» در همین سال در استودیوهای بریتانیا رو منتشر شد. در مارس این سال همچنین ترانه «اتمسفر» منتشر شد.

## اعضا
- ایان کرتیس: آواز
- برنارد سامنر: گیتار الکتریک و کیبورد
- پیتر هوک: گیتار بیس و هم‌آوایی
- استفن موریس: درامز و پرکاشن

## آلبوم‌ها
| نام آلبوم            | معنی نام         | تاریخ پخش  |
| -------------------- | ---------------- | ---------- |
| ۱. Unknown Pleasures | خوشی‌های ناشناخته | ژوئن ۱۹۷۹  |
| ۲. Closer            | نزدیک‌تر          | ژوئیه ۱۹۸۰ |